# راندي بالدوين
راندي بالدوين (بالإنجليزية: Randy Baldwin)‏ هو لاعب كرة قدم أمريكية أمريكي، ولد في 19 أغسطس 1967 في غريفين في الولايات المتحدة.

## وصلات خارجية
- راندي بالدوين على موقع مرجع كرة القدم المحترفة.كوم (الإنجليزية)